# Pierre Brulart de Genlis
Pierre Brulart genannt Capitaine de Crosne (~ 21. März 1553 in Paris; † 12. April 1608 ebenda, 73 Jahre alt), Chevalier, Seigneur et Baron de Crosne, de Genlis et d’Abbécourt, war ein französischer Staatsmann, der vor allem die Unterstützung der Königinmutter Caterina de’ Medici genoss. Er war Secrétaire d’État der Könige Karl IX. und Heinrich III., sowie Außenminister (Secrétaire d’État aux Affaires étrangères) vom 8. Juni 1569 bis 1588.

## Leben
Pierre Brulart ist der Sohn von Noël Brûlart († 1557), Seigneur de Crosne, Procureur général au Parlement de Paris, und Isabeau Bourdin (testiert am 7. Februar 1589). Bereits 1557 wurde er zum Secrétaire du Roi ernannt, 1564 zudem von Caterina de’ Medici zum Secrétaire des Commandements, wodurch er bereits in jungen Jahren Einblick auch in die geheimen Teile der Staatsgeschäfte erhielt.
Anfang 1568, als der Karl IX. auf Reisen gehen wollte, der Kanzler Michel de L’Hospital aber erkrankt auf seinem Gut Bélesbat in Vignay bei Étampes lag, sandte der König Pierre Brulart zu de l’Hôpital, um ihn um die Übergabe der Staatssiegel zu bitten; Pierre Brulart erhielt dazu den besonderen Befehl Caterina de’ Medicis, dem Kanzler zu versichern, dass dies nicht als Entzug ihrer Gunst zu verstehen sei. Im Februar 1568 trat de l’Hôpital dennoch zurück.
Als im Jahr darauf Florimond III. Robertet d’Alluye gestorben war, präsentierte Caterina de’ Medici dem König Pierre Brulart als neuen Secrétaire d’État, was von Karl IX. auch umgehend akzeptiert wurde, der ihn am 8. Juni 1569 ernannte – und ihm dabei die Aufgabe als Secrétaire des Commandements der Königinmutter ließ. Im gleichen Jahr kaufte er von der Familie Hangest die Herrschaft Genlis sowie die Herrschaft Abbécourt.
Im Jahr darauf befand er sich in Mézières zur Hochzeit des Königs mit Elisabeth von Österreich, wo er den Ehevertrag prüfte und ratifizierte.
Als Vertrauter Caterina de’ Medicis behielt er auch unter Heinrich III. seine Position und seine Ämter. Der König beauftragte ihn und François de Pons, Seigneur de Mirambeau, die Vorgänge in Antwerpen, die durch den Angriff des Herzogs von Alençon, seines Bruders, am 18. Januar 1583 auf die Stadt ausgelöst worden waren, in den Griff zu bekommen, und sandte sie dazu zu den flandrischen Generalständen.
1585 beauftragte ihn Heinrich III., Caterina de’ Medici, den Maréchal de Retz, den Sire de Lansac, auf ihrer Reise nach Épernay zu begleiten, wo mit dem Kardinal von Bourbon, den Guise und den anderen wichtigen Führern der Katholischen Liga Friedensverhandlungen geführt werden sollten.
Am 14. Juni 1586 erhielt Pierre Brulart noch die Zusage, dass sein ältester Sohn ihm als Secrétaire d’État folgen werde (en survivance). Als dann aber 1588 die Versammlung der Stände in Blois anstand, und der König gewarnt wurde, dass Pierre Brulart zu sehr den Interessen der Königinmutter diene, forderte Heinrich III. ihn auf, sein Amt als Staatssekretär nicht weiter auszuüben. Pierre de Brulart zog sich daraufhin ins Privatleben zurück, diente aber später Heinrich IV., nachdem dieser sich durchgesetzt hatte, weiter in den Conseils du Roi.
Pierre Brulart starb am 12. April 1608 und wurde in der Kirche Saint-Benôit in Paris bestattet.

## Ehe und Familie
Pierre Brulart heiratete am 10. September 1671 per Ehevertrag Madeleine Chevalier, Tochter von Joseph Chevalier, Seigneur de Malpierre et de Vaucouleurs, und Agnès de Chambly. Ihre Kinder sind:
- Gilles Brulart, Seigneur de Genlis, Crosne etc., Bailli und Gouverneur von Chauny, Gentilhomme ordinaire de la Chambre du Roi; ⚭ (1) Anne de Hallwin, Tochter von Charles de Hallwin, Seigneur de Piennes, Chevalier des Ordres du Roi, Gouverneur von Metz, und Jeanne/Anne Chabot; ⚭ (2) Claude aux Épaules, Tochter von François aux Épaules, Seigneur de Pizy, und Gabrielle de Laval, Marquise de Nesle
- Charles Brulart († 25. Juni 1649), Kanoniker an der Kathedrale von Paris, Abt von Joyenval und Neauphle, Prior von Léon, 1612–1615 Botschafter in Venedig, 1640 Botschafter auf dem Reichstag von Regensburg, Conseiller d’État
- Noël Brulart († 1597 bei der Belagerung von Amiens), Seigneur de Crosne
- Pierre Brulart, Conseiller au Grand Conseil, Abt von Saint-Martin d’Autun und Joyenval
- Nicolas Brulart († 27. Oktober 1659), Seigneur de Boulay, d’Obsonville, Kammerherr von Gaston de Bourbon, duc d’Orléans, Capitaine de son Palais à Paris; ⚭ Marie (alias Madeleine) de Cerisiers, Witwe von Pierre Brulart, Seigneur de Vaux
- Louis Brulart, Seigneur du Broussin et du Ranché, Grand Maître des Eaux et Forêts; ⚭ Madeleine Colbert († 27. Februar 1690), Tochter von Édouard Colbert, Seigneur de Villacerf, Conseiller secrétaire du Roi, und Marie Le Fouret (Haus Colbert)
- Madeleine Brulart; ⚭ François Robertet, Baron d’Alluye
- Marie Brulart; ⚭ (1) François, Baron de Mailloc en Normandie; ⚭ (2) François de Raveton, Seigneur de Chauvigny
- Elisabeth Brulart, Nonne in Saint-Antoine-des-Champs